# 柿ノ木谷川 (阿波市)
柿ノ木谷川（かきのきだにがわ）は、徳島県阿波市を流れる吉野川水系の河川である。

## 地理
讃岐山脈の山麓である切幡山に源を発し、宮内谷川、鶯谷川と平地部にて合流し、吉野川へ合流する。
流域には四国八十八箇所霊場第10番札所の切幡寺があり、下流部には1969年に設置された柿ノ木谷川排水樋門と柿ノ木谷川排水機場がある。

## 支流
- 宮内谷川
- 鶯谷川 - 1995年（平成7年）から2002年（平成14年）にかけて実施された鶯谷川改修事業により直接吉野川へ合流するようになった。